# I-17 (tàu ngầm Nhật)
I-17 là một tàu ngầm tuần dương lớp Type-B (巡潜乙型潜水艦 Junsen Otsu-gata sensuikan) được Hải quân Đế quốc Nhật Bản chế tạo trong giai đoạn ngay trước Chiến tranh Thế giới thứ hai. Nhập biên chế năm 1941, nó đã tham gia cuộc tấn công Trân Châu Cảng, rồi tuần tra dọc bờ biển phía Tây Hoa Kỳ và là tàu chiến Phe Trục đầu tiên bắn phá lãnh thổ lục địa Hoa Kỳ. Sau đó I-17 hoạt động trong các quần đảo Aleut và Guadalcanal, trước khi bị tàu đánh cá vũ trang New Zealand HMNZS Tui và thủy phi cơ Kingfisher phối hợp đánh chìm tại khu vực Noumea vào ngày 19 tháng 8, 1943.

## Thiết kế và chế tạo

### Thiết kế
Tàu ngầm Type B được cải tiến từ phân lớp KD6 của lớp tàu ngầm Kaidai dẫn trước, và được trang bị một thủy phi cơ nhằm tăng cường khả năng trinh sát. Chúng có trọng lượng choán nước 2.631 tấn (2.589 tấn Anh) khi nổi và 3.713 tấn (3.654 tấn Anh) khi lặn, lườn tàu có chiều dài 108,7 m (356 ft 8 in), mạn tàu rộng 9,3 m (30 ft 6 in) và mớn nước sâu 5,1 m (16 ft 9 in). Con tàu có thể lặn sâu đến 100 m (328 ft), và có một thủy thủ đoàn đầy đủ bao gồm 94 sĩ quan và thủy thủ.
Type B1 trang bị hai động cơ diesel Kampon Mk.2 Model 10 công suất 6.200 mã lực phanh (4.623 kW), mỗi chiếc vận hành một trục chân vịt. Khi lặn, mỗi trục được vận hành bởi một động cơ điện công suất 1.000 mã lực (746 kW). Khi di chuyển trên mặt nước nó đạt tốc độ tối đa 23,6 hải lý trên giờ (43,7 km/h; 27,2 mph) và 8 hải lý trên giờ (15 km/h; 9,2 mph) khi lặn dưới nước, tầm xa hoạt động của Type B1 là 14.000 hải lý (26.000 km; 16.000 mi) ở tốc độ 16 hải lý trên giờ (30 km/h; 18 mph), và có thể lặn xa 96 nmi (178 km; 110 mi) ở tốc độ 3 hải lý trên giờ (5,6 km/h; 3,5 mph).
Những chiếc Type B1 có sáu ống phóng ngư lôi 53,3 cm (21,0 in), tất cả được bố trí trước mũi, và mang theo tổng cộng 17 quả ngư lôi Kiểu 95. Vũ khí trên boong tàu bao gồm khẩu hải pháo 14 cm (5,5 in), và hai pháo phòng không 25 mm Type 96. Hầm chứa máy bay được tích hợp vào tháp chỉ huy và hướng ra phía trước. Máy phóng máy bay được bố trí hướng ra phía trước, trong khi khẩu hải pháo trên boong đặt phía sau. Cách sắp xếp này giúp chiếc thủy phi cơ Yokosuka E14Y tận dụng tốc độ hướng ra trước của con tàu khi được phóng lên.

### Chế tạo
I-17 được đặt lườn như là chiếc Tàu ngầm số 38 tại Xưởng vũ khí Hải quân Yokosuka ở Yokosuka vào ngày 18 tháng 4, 1938. Nó được đổi tên thành I-17 trước khi được hạ thủy vào ngày 19 tháng 7, 1939, rồi hoàn tất và nhập biên chế vào ngày 24 tháng 1, 1941, dưới quyền chỉ huy của Hạm trưởng, Trung tá Hải quân Nishino Kozo.

## Lịch sử hoạt động

### 1941
Ngay khi nhập biên chế, I-17 được phối thuộc cùng Quân khu Hải quân Yokosuka. Vào cùng ngày này, nó cùng các tàu ngầm I-15 và I-16  được điều về Đội tàu ngầm 1 thuộc Hải đội Tàu ngầm 1, trực thuộc Đệ Lục hạm đội. Từ ngày 5 tháng 8 đến ngày 9 tháng 9, nó tạm thời đảm nhiệm vai trò soái hạm của Đội tàu ngầm 1, thay phiên cho chiếc I-15. Vào ngày 10 tháng 11, bên trên soái hạm Katori, Phó đô đốc Shimizu Mitsumi, Tư lệnh Đệ Lục hạm đội, công bố Kế hoạch Z, là kế hoạch tấn công căn cứ Trân Châu Cảng của Hải quân Hoa Kỳ, mở màn cho cuộc xung đột tại Thái Bình Dương.

#### Tấn công Trân Châu Cảng
Khi lực lượng Hải quân Nhật Bản bắt đầu được huy động để chuẩn bị cho Kế hoạch Z, Hải đội Tàu ngầm 1 được điều gia nhập Lực lượng Viễn Chinh Tiền Phương của Đệ Lục hạm đội; và I-17 khởi hành từ Yokosuka vào ngày 21 tháng 11, 1941, cùng các tàu ngầm I-9, I-15 và I-25 hướng sang khu vực quần đảo Hawaii. Lúc đang trên đường đi, vào ngày 2 tháng 12, nó nhận được thông điệp từ Hạm đội Liên hợp: "Leo núi Niitaka 1208" (tiếng Nhật: Niitakayama nobore 1208), là mật lệnh cho biết chiến sự với Khối Đồng Minh sẽ bắt đầu vào ngày 8 tháng 12 (theo giờ Nhật Bản, tức ngày 7 tháng 12 tại Hawaii bên kia đường đổi ngày).
Vào lúc diễn ra cuộc Tấn công Trân Châu Cảng vào ngày 7 tháng 12, I-17 tuần tra ở khu vực phía Bắc Oahu, với nhiệm vụ đánh chặn mọi tàu bè thoát ra khỏi Trân Châu Cảng. Vào ngày 9 tháng 12, tàu ngầm I-6 báo cáo phát hiện một tàu sân bay lớp Lexington cùng hai tàu tuần dương ngoài khơi Oahu đang đi về hướng Đông Bắc; vì vậy I-17 cùng các tàu ngầm khác được lệnh truy đuổi. Nó không thể đuổi kịp mục tiêu, và hai lần bị máy bay tuần tra đối phương tấn công.

#### Tuần tra dọc bờ Tây Hoa Kỳ
Đến ngày 14 tháng 12, I-17 cùng với Hải đội Tàu ngầm 1 được lệnh tham gia cùng các tàu ngầm I-10 và I-26, để tuần tra dọc theo vùng bờ Tây Hoa Kỳ nhằm đánh phá tàu bè đối phương, đồng thời chuẩn bị cho một đợt bắn phá các thành phố tại lục địa Hoa Kỳ. Nó đi đến vị trí tuần tra ngoài khơi mũi Mendocino, khoảng 250 mi (400 km) về phía Bắc San Francisco, California. Chiều tối ngày 18 tháng 12, ở vị trí 12 mi (19 km) ngoài khơi mũi Mendocino, I-17 tấn công bằng hải pháo 14-cm chiếc tàu chở hàng Samoa (1.997 tấn), rồi phóng một quả ngư lôi tấn công, nhưng Samoa mở hết tốc độ chạy thoát. Đến xế trưa ngày 20 tháng 12, ở vị trí 5 mi (8,0 km) ngoài khơi mũi Mendocino, I-17 tấn công bằng hải pháo chiếc tàu chở dầu SS Emidio (6.912 tấn), vốn đang trên đường từ Seattle, Washington đến San Pedro, California. Emidio trúng năm phát đạn và bất động giữa biển, nhưng I-17 phải lặn khẩn cấp khi hai máy bay tuần tra xuất hiện và tấn công chiếc tàu ngầm bằng mìn sâu. I-17 sau đó phóng ngư lôi đánh chìm Emidio tại tọa độ 34°30′B 124°50′T / 34,5°B 124,833°T.
Ba ngày sau đó, 23 tháng 12, ở vị trí 80 mi (130 km) về phía Tây Nam Eureka, California, I-17 lại tấn công chiếc tàu chở dầu Larry Doheny (7.038 tấn) từ khoảng cách 3.060 yd (2.800 m), bắn trúng đích bốn phát đạn pháo trước khi phải lặn khẩn cấp né tránh một máy bay tuần tra. Nó phóng thêm một quả quả ngư lôi nhắm vào Larry Doheny, tin rằng đã trúng đích và đánh chìm mục tiêu, nhưng quả ngư lôi bị kích nổ sớm và chiếc tàu chở dầu chỉ bị hư hại nhẹ. Tuy nhiên kế hoạch bắn phá các thành phố Hoa Kỳ dọc bờ Tây thoạt tiên bị trì hoãn, và sau cùng bị hủy bỏ vì các tàu ngầm đã cạn nhiên liệu và đối phương tăng cường tuần tra phòng thủ. I-17 kết thúc chuyến tuần tra khi về đến Kwajalein vào ngày 11 tháng 1, 1942.

### 1941
Đang khi I-17 được chuẩn bị tại căn cứ Kwajalein cho chuyến tuần tra tiếp theo, Lực lượng Đặc nhiệm 8 Hoa Kỳ vốn hình thành chung quanh tàu sân bay USS Enterprise đã tiến hành không kích xuống Kwajalein và Wotje vào ngày 1 tháng 2. Bom đã ném trúng và gây hư hại cho soái hạm Katori của Đệ Lục hạm đội, và khiến Phó đô đốc tư lệnh Shimizu Mitsumi bị thương. I-17 không bị hư hại trong trận không kích này và đã dùng súng phòng không bắn trả máy bay đối phương trước khi lặn xuống ẩn nấp. Nó cùng các tàu ngầm I-15, I-19 và I-23 truy đuổi lực lượng đặc nhiệm đối phương nhưng bất thành. Sau đó I-15, I-19, I-23 và I-26 được gọi quay trở lại Kwajalein vào ngày 3 tháng 2, trong khi I-17 cùng với I-9 và I-23 tiếp tục đi sang khu vực Hawaii, đi đến vị trí 200 mi (320 km) phía Nam Hawaii vào ngày 7 tháng 2.

#### Bắn phá vùng bờ Tây Hoa Kỳ
I-17 được cho tách ra để làm nhiệm vụ đánh phá tuyến giao thông hàng hải dọc theo bờ Tây Hoa Kỳ. Trên đường đi nó nhiều lần bắt gặp nhiều máy bay tuần tra đối phương, nhưng né tránh được mà không bị phát hiện, và đi đến ngoài khơi Point Loma, San Diego, California vào ngày 20 tháng 2. Đến ngày 23 tháng 2, nó thực hiện cuộc bắn phá Ellwood, trở thành tàu chiến đầu tiên của phe Trục tiến hành bắn phá lục địa Hoa Kỳ. Lúc 19 giờ 10 phút, chiếc tàu ngầm trồi lên mặt nước cách bờ biển vài trăm mét, ở địa điểm cách 10 mi (16 km) về phía Tây Santa Barbara, California, cạnh mỏ dầu Ellwood. Trong vòng 20 phút, I-17 đã bắn 17 phát đạn pháo 14-cm nhằm vào các bồn chứa dầu Richfield, nhưng hầu như không trúng đích. Trong khi I-17 thoát ra khơi, ba máy bay cùng hai tàu khu trục Hoa Kỳ đã truy tìm tàu đầm đối phương, nhưng không có kết quả.
Cuộc bắn phá chỉ gây hư hại nhẹ cho một bến tàu và một nhà bơm. Tuy nhiên tin tức về vụ bắn phá đã gây ra tâm lý hoảng loạn, lo sợ một cuộc đổ bộ của Nhật Bản tại vùng bờ Tây. Đêm hôm sau 24 tháng 2 đã xảy ra trận Los Angeles, khi lực lượng phòng không của thành phố Los Angeles, phản ứng với một cuộc xâm chiếm tưởng tượng, đã bắn 1.440 quả đạn phòng không 3-inch và 37-mm lên bầu trời vào một máy bay đối phương nào đó, khiến mười tấn mảnh đạn và đạn pháo không nổ rơi trở lại thành phố.
Đến ngày 1 tháng 3, tại vị trí về phía Tây Nam San Francisco, California, I-17 đã tấn công chiếc tàu chở dầu William H. Berg (8.298 tấn) lúc khoảng 18 giờ 00 ở tọa độ 37°25′B 123°28′T / 37,417°B 123,467°T. I-17 phóng một loạt ngư lôi, và nghe thấy một tiếng nổ, nên tin rằng đã đánh trúng đích, nên trồi lên mặt nước để kết liễu mục tiêu bằng hải pháo. Tuy nhiên chiếc tàu chở dầu đã bắn trả, và khi một tàu khu trục đối phương đến nơi, I-17 buộc phải lặn xuống và đi lên phía Bắc. Sang ngày hôm sau lúc khoảng 17 giờ 00, ngoài khơi mũi Mendocino, I-17 lại tấn công và tin rằng đã đánh chìm một tàu buôn khoảng 7.000 tấn. Chiếc tàu ngầm rời vùng biển San Francisco vào ngày 12 tháng 3 để quay trở về Nhật Bản, về đến Yokosuka vào ngày 30 tháng 3.

#### Chiến dịch quần đảo Aleut
Vào ngày 15 tháng 5, I-17 khởi hành từ Yokosuka để cùng I-19 đi đến căn cứ hải quân Ōminato ở phía cực Bắc đảo Honshū, đến nơi hai ngày sau đó. Nó lên đường vào ngày 19 tháng 5 cho chuyến tuần tra thử ba, và đang trên đường đi vào ngày hôm sau, nó được điều sang Lực lượng phương Bắc. Chiếc tàu ngầm đã tiến hành trinh sát vịnh Holtz tại đảo Attu thuộc quần đảo Aleut trong ngày 27 tháng 5, quan sát bằng kính tiềm vọng trong bốn giờ để tìm địa điểm thích hợp cho cuộc đổ bộ. Đến ngày 29 tháng 5, nó được điều sang Đơn vị Tuần tra Tiền phương thuộc Lực lượng Tấn công Tàu sân bay 2 dưới quyền Chuẩn đô đốc Kakuta Kakuji. Cuộc đổ bộ lên Attu diễn ra vào ngày 5 tháng 6, rồi đến lượt đảo Kiska hai ngày sau đó, cả hai đều không gặp sự kháng cự nào.
Vào ngày 11 tháng 6, đang khi di chuyển trên mặt nước về hướng đảo Unimak, I-17 bị một máy bay tuần tra PBY-5A Catalina thuộc Liên đội Tuần tra VP-43 Hải quân Hoa Kỳ phát hiện. Chiếc Catalina đã thả hai quả mìn sâu sát bên con tàu, nhìn thấy vệt dầu loang nên tự nhận đã đánh chìm được chiếc tàu ngầm. Thực ra I-17 chỉ bị hư hại, và việc rò rỉ được sửa chữa vào ngày hôm sau. I-17 đã tiến hành trinh sát bờ biển phía Nam đảo Unimak hai ngày sau đó.
Đến chiều tối ngày 25 tháng 6, ở vị trí ngoài khơi Dutch Harbor tại đảo Amaknak, I-17 đang đi ngầm dưới nước khi nó phát hiện một tàu khu trục đối phương. Lúc nó đang chuẩn bị phóng ngư lôi tấn công, một tàu khu trục đối phương khác lại xuất hiện và lao nhanh đến từ phía đuôi. I-17 phải bẻ lái gấp sang mạn trái để né tránh, nhưng nó vẫn bị sượt ngang thân tàu và làm hư hại nhẹ máy phóng máy bay. Chiếc tàu ngầm lặn xuống độ sâu 260 ft (79 m) nhưng đã không bị truy đuổi. Bốn ngày sau đó, nó được điều trở lại Lực lượng Tiền phương và rời khu vực để quay trở về Nhật Bản, về đến Yokosuka vào ngày 7 tháng 7. Nó cùng I-15 và I-9 được điều sang Đội tàu ngầm 2 trực thuộc Hải đội Tàu ngầm 1 từ ngày 14 tháng 7.

#### Chiến dịch Guadalcanal
Chiến dịch Guadalcanal bắt đầu vào ngày 7 tháng 8, khi lực lượng Thủy quân Lục chiến Hoa Kỳ đổ bộ lên Guadalcanal, Tulagi, đảo Florida, Gavutu và Tanambogo ở phía Đông Nam quần đảo Solomon. Để đối phó, I-17 khởi hành từ Yokosuka vào ngày 15 tháng 8 cho chuyến tuần tra thứ tư tại khu vực quần đảo Solomon. Đến ngày 23 tháng 8, tại vị trí phía Bắc quần đảo Steward ở tọa độ 06°48′N 163°20′Đ / 6,8°N 163,333°Đ, I-17 đang đi trên mặt nước lúc 07 giờ 45 phút để tiến ra tuyến tuần tra phía Đông Malaita, khi nó bị hai máy bay SBD-3 Dauntless thuộc Liên đội Tuần tiễu VS-5 xuất phát từ tàu sân bay USS Enterprise phát hiện. Tuy nhiên mọi quả bom ném xuống tấn công đều trượt khỏi mục tiêu. I-17 trở lên mặt nước lúc 08 giờ 15 phút và tiếp tục bị những máy bay này bắn phá, buộc nó phải lặn xuống với bốn lổ đạn bắn thủng trên vỏ thùng dằn chính bên mạn phải.
Trong khi Trận Đông Solomon đang diễn ra vào ngày 24 tháng 8, I-17 một lần nữa bị máy bay của Enterprise bắt gặp và ném bom, nhưng không bị hư hại. Đến ngày 27 tháng 8, I-17 báo cáo phát hiện Enterprise đang rút lui về phía Nam, và chỉ 15 phút sau đó I-15 cũng trông thấy mục tiêu; I-15 tìm cách liên lạc với I-17 để phối hợp tấn công nhưng bất thành. Sang ngày hôm sau 28 tháng 8, I-17 báo cáo phát hiện một tàu sân bay được một thiết giáp hạm và bốn tàu tuần dương hộ tống, nhưng nó bị các tàu khu trục đi kèm tấn công bằng mìn sâu, nên phải lặn xuống độ sâu 265 ft (81 m) để né tránh. Đến ngày 15 tháng 9, I-17 được điều về Đơn vị Canh phòng 1 và tuần tra tại eo biển Indispensable, rồi quay trở về căn cứ Truk tại quần đảo Caroline vào ngày 25 tháng 9.
Vào ngày 5 tháng 10, I-17 được điều về Đơn vị Canh phòng 2 và khởi hành từ Truk để đi sang quần đảo Shortland, đến nơi ba ngày sau đó. Đến ngày 22 tháng 10, I-17 cùng I-15 và I-26 được phái tuần tra về phía Đông San Cristóbal nhằm ngăn chặn các nỗ lực của phía Đồng Minh gửi lực lượng tăng viện cùng tiếp liệu đến Guadalcanal. Vào sáng sớm ngày 11 tháng 11, I-17 đang cùng I-15 và I-26 tuần tra về phía Đông Nam San Cristóbal, khi nó chứng kiến nhiều đợt tấn công bằng mìn sâu ở cách 15 mi (24 km) về phía Bắc, nơi I-15 bị tàu quét mìn USS Southard (DMS-10) đánh chìm.
Vào ngày 16 tháng 11, theo chỉ thị của Đô đốc Yamamoto Isoroku, Tổng tư lệnh Hạm đội Liên hợp, Phó đô đốc Teruhisa Komatsu, Tư lệnh Đệ Lục hạm đội, chỉ thị cho lực lượng tàu ngầm dưới quyền đảm trách việc vận chuyển tiếp liệu cho Tập đoàn quân 17 đang chiến đấu tại Guadalcanal. Vì vậy tại Shortland, I-17 được tháo dỡ khẩu hải pháo 14 cm/40 Kiểu năm thứ 11 để lấy chỗ chất hàng tiếp liệu, rồi khởi hành vào ngày 22 tháng 11 cho chuyến đi tiếp liệu đầu tiên sang Guadalcanal. Nó cùng I-19 đi đến ngoài khơi vịnh Kamimbo, Guadalcanal vào ngày 24 tháng 11 và chất dỡ chỉ được 11 tấn hàng tiếp liệu. I-17 lên đường vào ngày hôm sau với tám tấn hàng hóa chưa kịp chất dỡ trên tàu; nó cũng giúp triệt thoái bảy hành khách gồm thủy thủ các tàu ngầm bỏ túi và bệnh binh, và về đến Truk vào ngày 30 tháng 11. Vào ngày 2 tháng 12, I-17 khởi hành từ Truk để quay trở về Nhật Bản, và sau khi đi đến Yokosuka vào ngày 8 tháng 12, chiếc tàu ngầm được đại tu.

### 1943

#### Trận chiến đảo Rennel
Sau khi công việc hoàn tất, I-17 lên đường vào ngày 3 tháng 1, 1943 để quay trở lại Truk, rồi lại khởi hành vào ngày 17 tháng 1 để đi sang căn cứ Rabaul trên đảo New Britain, đến nơi ba ngày sau đó. Nó lại lên đường vào ngày 24 tháng 1 để lặp lại chuyến đi tiếp liệu sang Guadalcanal, cùng với mười tấn hàng tiếp liệu trong các thùng chứa cao su, đi đến ngoài khơi vịnh Kamimbo vào ngày 28 tháng 1; tuy nhiên một phần hàng hóa đã không thể chất dỡ. Vào ngày này I-17 được điều về Lực lượng Tàu ngầm "A" dưới quyền Chuẩn đô đốc Komazawa Katsumi và được lệnh đi đến phía Bắc đảo Rennel. Trong khuôn khổ Trận chiến đảo Rennel vào ngày 29 tháng 1, I-17, I-25, I-26 và I-176 được bố trí để hỗ trợ trong trận chiến, và sang ngày hôm sau được lệnh tiêu diệt hai tàu tuần dương hạng nặng đối phương đã bị hư hại, tuy nhiên nó đã không tìm thấy mục tiêu.
Để hỗ trợ cho Chiến dịch Ke nhằm triệt thoái lực lượng Nhật Bản khỏi Guadalcanal, vào ngày 31 tháng 1, một lực lượng đặc nhiệm gồm các đơn vị thuộc Đệ Nhị và Đệ Tam hạm đội đã di chuyển từ Truk đến phía Bắc Solomon như lực lượng nghi binh. Khi được tin một lực lượng tàu sân bay Hoa Kỳ xuất hiện cách 100 nmi (190 km) về phía Đông Nam San Cristóbal vào ngày 2 tháng 2, đô đốc Komazawa ra lệnh cho các tàu ngầm dưới quyền tiến ra đánh chặn, nhưng họ đã không tìm thấy mục tiêu. Đến ngày 8 tháng 2, máy bay trinh sát phát hiện hạm đội Hoa Kỳ ở vị trí 150 mi (240 km) về phía Đông Nam đảo Rennel, nên các tàu ngầm được lệnh đi đến khu vực này, nhưng một lần nữa I-17 không tìm thấy đối phương.

#### Trận chiến biển Bismarck
Vào ngày 2 tháng 3, trong Trận chiến biển Bismarck, một đoàn tàu vận tải chuyển binh lính đến Lae, New Guinea đã bị máy bay Không lực Hoa Kỳ và Không quân Hoàng gia Australia ném bom và bắn phá trong ba ngày liên tiếp, khiến toàn bộ tám tàu vận tải và bốn trong số tám tàu khu trục hộ tống bị đánh chìm. Binh lính Nhật Bản trên các xuồng và bè cứu sinh tiếp tục bị máy bay và xuồng tuần tra phóng lôi PT-boat bắn phá. I-17, vốn đang quay trở về sau chuyến đi trinh sát tại vùng biển San hô, được lệnh chuyển hướng đến hiện trường để ứng cứu.
I-17 bị các chiếc PT-143 và PT-150 phát hiện vào ngày 5 tháng 3 cùng với ba xuồng chất đầy những người sống sót chuẩn bị được đưa lên tàu. I-17 buộc phải lặn khẩn cấp để ẩn nấp khi bị đối phương bắn phá và phóng ngư lôi. Các chiếc PT-boat sau đó đánh chìm các xuồng cứu sinh bằng súng máy và mìn sâu trước khi bỏ đi. Nhiều giờ sau đó, I-17 nổi trở lên mặt nước và cứu được 33 người sống sót. Sang ngày hôm sau, nó cứu thêm được 118 binh lính và bốn thủy thủ, rồi đưa 155 người đến Lae vào ngày 12 tháng 3. I-17 quay trở về căn cứ Truk vào ngày 8 tháng 4, nơi nó được điều sang Lực lượng Tàu ngầm B.
Vào ngày 24 tháng 5, tại vị trí 100 mi (160 km) về phía Tây Nam Noumea, I-17 phát hiện tàu chở dầu mang cờ Panama Stanvac Manila (10.169 tấn), đang chở theo hàng hóa là sáu xuồng tuần tra phóng lôi PT-boat. Quả ngư lôi do I-17 phóng ra đánh trúng lúc 04 giờ 07 phút đã khiến mục tiêu ngập nước phòng nồi hơi và phòng động cơ, gây mất điện và mất liên lạc. Stanvac Manila đắm lúc 12 giờ 05 phút, mang theo PT-165 và PT-173 xuống đáy biển tại tọa độ 23°45′N 166°30′Đ / 23,75°N 166,5°Đ, khiến một thủy thủ tử trận. Đến khoảng 13 giờ 00, tàu khu trục USS Preble đi đến nơi và kéo ba chiếc PT-boat còn sống sót PT-167 PT-171 và PT-174 đến Noumea; chiếc PT-172 đi đến Noumea bằng động lực của chính mình. I-17 quay trở về căn cứ Truk vào ngày 12 tháng 6.
Vào ngày 4 tháng 7, theo chỉ thị của Đô đốc Koga Mineichi, Tổng tư lệnh Hạm đội Liên hợp, Phó đô đốc Takagi Takeo Tư lệnh Đệ Lục hạm đội, ra lệnh cho I-11, I-17, I-19 và I-25 tiến hành trinh sát Espiritu Santo, Fiji và Noumea. Vì vậy I-17 lên đường vào ngày 25 tháng 7, mang theo một thủy phi cơ Yokosuka E14Y1, rồi vào ngày 10 tháng 8, chiếc E14Y1 ghi nhận sự hiện diện của nhiều thiết giáp hạm và tàu sân bay tại Espiritu Santo, đây là báo cáo tình huống cuối cùng được I-17 gửi về căn cứ.

#### Bị mất
Vào ngày 19 tháng 8, tại vị trí 55 mi (89 km) về phía Tây Nam Noumea, I-17 đã phát hiện một đoàn tàu vận tải đang trong hành trình từ Noumea đến Espiritu Santo, nên bắt đầu dõi theo mục tiêu. Tàu corvette quét mìn New Zealand HMNZS Tui, trong thành phần hộ tống của đoàn tàu, đã phát hiện chiếc tàu ngầm qua sonar, nên đoàn tàu phải chuyển hướng gấp để né tránh. HMNZS Tui đã lần lượt thả bốn quả mìn sâu qua ba lượt tấn công, nhưng sau đó mất dấu mục tiêu nên quay trở lại cùng đoàn tàu vận tải lúc 15 giờ 55 phút.
Các thủy phi cơ OS2U Kingfisher thuộc Liên đội Tuần tra VS-57 Hải quân Hoa Kỳ đặt căn cứ tại New Caledonia được báo động và đã tham gia truy lùng chiếc tàu ngầm. Một chiếc Kingfisher do Trung úy Hải quân Robert J. Clinton đã phát hiện I-17 nhờ kính tiềm vọng đang di chuyển trên mặt nước, và đã tấn công với hai quả mìn sâu, gây hư hại cho I-17, buộc đối phương phải trồi lên mặt nước. Clinton tiếp tục tấn công bằng hỏa lực súng máy, nhưng chiếc tàu ngầm chống trả với hỏa lực phòng không mạnh. Có thêm bốn chiếc Kingfisher thuộc Liên đội VS-57 đi đến trợ giúp, và những quả mìn sâu thả xuống cuối cùng đã đánh chìm I-17 tại tọa độ 23°26′N 166°50′Đ / 23,433°N 166,833°Đ, khiến 91 người trong số thủy thủ đoàn tử trận. HMNZS Tui cứu vớt được sáu người sống sót và bắt làm tù binh chiến tranh, xác nhận lai lịch chiếc tàu ngầm bị đánh chìm chính là I-17.
Vào ngày 24 tháng 10, 1943, Hải quân Nhật Bản công bố I-17 có thể đã bị mất ngoài khơi Australia với tổn thất toàn bộ thành viên thủy thủ đoàn. Tên nó được cho rút khỏi đăng bạ hải quân vào ngày 1 tháng 12, 1943.